# まん女
まん女（まんじょ、生没年不詳）は、江戸時代中期の俳人。滄浪亭まん尼ともいう。

## 経歴
筑前国博多の人で、俳人・滄浪亭未雷（蕾）の妻。夫とともに志太野坡に師事。夫婦ともども野坡門の偉材であった。
発句・連句ともに長じ、享保ころの俳書には、まん女の句が多く確認できる。
享保2年（1717年）の『西国曲』、享保3年（1718年）の『鯰橋』、享保7年（1722年）の『北国曲』には、野坡門の特徴といえる軽みのあるまん女の句が見られ、享保2 年（1717年）の『百曲』、享保9年（1724年）の『水の友』、享保13年（1728年）の『門司硯』には、師の野坡や夫へのまん女の繊細な思い、侘しい暮らしぶりなどを詠んだ句が見られる。
元文4年（1739年）4月5日、夫の未雷と死別。妻であるまん女自ら、野坡による追悼文を序として、夫の追善集『ぬれ若葉』を編纂。しかし上梓するに至らなかったところ、同門の有井浮風、市中庵後藤梅従らの助力を得、
未雷の友人であった筑前国芦屋の謙江斎素蝶がまん女の礎稿に手を入れ、寛延3年（1750年）板行に至った。
まん女の没年、享年ともに明らかでない。

## 代表句
- いなづまや鰭売通る八ツ下り　（『西国曲』）
- 山高し春を丸めて杉五本　（同）
- 二度降りや木の葉木の葉に飜す雪　（同）
- 桃灯を追つおはれつ時雨かな　（『百曲』）
- 名月や地に散る人のこまごまし（『鯰橋』）
- 初雪や抱へてみせる鉢の松　（同）
- 涼しさや水影見ゆるところ迄　（『北国曲』）
- なほ重し袖のしほれのをみなへし　（『水の友』）
- 稲妻や何処へちり行く辻の人　（『藪の井』）
- 茶を煮るや柴は時雨に濡れながら　（『門司硯』）

## 関連文献
- 横山青娥『女性俳家史』塔影書房,1972
- 大内初夫『近世九州俳壇史の研究』九州大学出版会,1983
- 白石悌三,吉武清寿「筑前芦俳書 二種--『ぬれ若葉』と『雨の音集』--」福岡大学日本語日本文学4号14-37頁,1994.12